# Constance Hultin

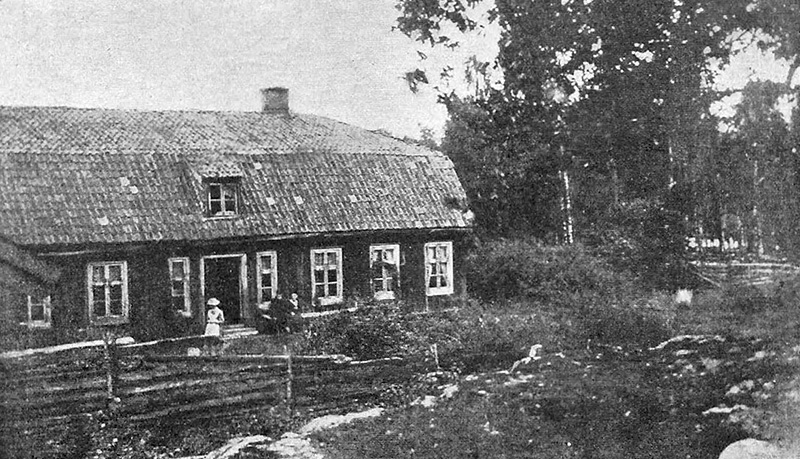
Kallernäs gård

Emilia Sofia Constance Hultin, född Wännman, den 21 december 1803 i Hammarland på Åland, död den 23 januari 1883 i Gladhammars socken, var en svensk författare, gift med Carl Magnus Hultin och mor till Måns Hultin. Signatur H–n.   

## Biografi
Fadern var kyrkoherde på Åland och modern var grevinnan Sofie Cronhjelm. De flyttade till Sverige 1809, efter det att Finland och Åland hade avträtts till Ryssland. Några år tillbringades i Stockholm, innan fadern utnämndes till kyrkoherde i Vimmerby 1811. Constance och hennes tre systrar växte upp i prästgården och undervisades av föräldrarna. Hon var musikaliskt och litterärt begåvad, spelade hela sitt liv harpa och tillägnade instrumentet en episk dikt Aslög (1847). Den bekymmerslösa ungdomen tog slut då fadern avled 1821 och året därpå gifte hon sig med kaptenen vid Jönköpings regemente Carl Magnus Hultin.
För att dryga ut familjens inkomster lät Constance Hultin publicera de sagor hon hade berättat för de egna barnen. Det är i sina sagor och tillfällighetsdikter som hon är originell. Romanerna Zigenerskan och Nermesis är av den fantastiska art, som var kommersiellt gångbar på 1840-talet. Ellen Key menar emellertid att hon kunde ha nått längre som författare av vuxenlitteratur om de yttre omständigheterna hade gjort det möjligt.
I slutet av 1840-talet flyttade familjen till gården Kallernäs under Sundsholm i Gladhammars socken, vilken de arrenderade av Emil Key, Ellen Keys far. Makarna Hultin är begravda på Västrums kyrkogård.

### Barnböcker
- Lördagskvällarne. 1842
  -  De sagoberättande barnen eller Lördagsaftnarna : sagor och berättelser. Småbarnsböcker (Ny uppl). Stockholm: Bonnier. 1895. Libris 1623462 - Omslagsteckning Ottilia Adelborg.
- Den gamla i skogen : berättelse, med sagor, för barn. Stockholm. 1852. Libris 9399373
- Blinda mormors sagor. Upsala: Edquist & K. 1859. Libris 3223588
- Ädelstenar i sagoform : nya originalsagor / af Farbror Knut och Tant Lisbeth. Sagoskattkammare ; 2. Stockholm: Sigfrid Flodin. 1861. Libris 3165938 - Av Hultin: Tant Lisbeths sagor.